# Sauldre
Sauldre – rzeka w środkowej Francji, prawy dopływ Cher o długości ok. 180,9 km i powierzchni dorzecza ok. 2254 km². Rzeka wypływa ze źródeł niedaleko wioski Montigny, na południowy zachód od Sancerre. Sauldre generalnie płynie w kierunku północno-zachodnim poprzez następujące departamenty i miasta:
- Cher: Vailly-sur-Sauldre, Argent-sur-Sauldre
- Loir-et-Cher: Salbris, Romorantin-Lanthenay

Sauldre wpływa do rzeki Cher niedaleko Selles-sur-Cher.

## Dopływy
- Grande Sauldre
- Petite Sauldre
- Méant
- Naon
- Rère
- Maulnes
- Croisne
- Nère